# بي. دانيال رايلي
بي. دانيال رايلي (بالإنجليزية: B. Daniel Riley)‏ هو سياسي أمريكي، ولد في 16 فبراير 1946 في لندن في المملكة المتحدة، وتوفي في 31 أغسطس 2016 في بيل أير في الولايات المتحدة. حزبياً، نشط في الحزب الديمقراطي. وقد انتخب عضو مجلس النواب لولاية ماريلند.